# Proțenkî, Zinkiv
Proțenkî (în ucraineană Проценки) este localitatea de reședință a comunei Proțenkî din raionul Zinkiv, regiunea Poltava, Ucraina.

## Demografie
Componența lingvistică a localității Proțenkî
     Ucraineană (96,88%)
     Rusă (2,57%)
     Alte limbi (0,18%)
Conform recensământului din 2001, majoritatea populației localității Proțenkî era vorbitoare de ucraineană (96,88%), existând în minoritate și vorbitori de rusă (2,57%).